# Полоусный кряж
Полоу́сный кряж — горная гряда на северо-востоке Якутии, простирающаяся вдоль южной границы Яно-Индигирской низменности.
Полоусный кряж тянется от истоков реки Хромы до Индигирки. Протяжённость его составляет 175 км, максимальная высота — 968 м. На востоке, за долиной Индигирки, находится его продолжение — хребет Улахан-Сис.
Полоусный кряж состоит из низкогорных массивов с плоскими вершинами и холмогорьев. Нижние части склонов заняты лиственничным редколесьем и лесотундрой, выше — горная тундра.
В 2013 году у подножья Полуосного кряжа в бассейне реки Чондон, в 66 км к юго-западу от посёлка Тумат был найден чондонский мамонт, умерший в возрасте 47—50 лет.